# 纳卢尔
纳卢尔（Nallur），是印度泰米尔纳德邦甘尼亚古马里县的一个城镇。总人口15266（2001年）。

## 人口
该地2001年总人口15266人，其中男性7673人，女性7593人；0—6岁人口1613人，其中男797人，女816人；识字率78.02%，其中男性为81.56%，女性为74.44%。